# Camí de Tarragona
El Camí de Tarragona era un antic camí que unia la ciutat de Reus amb la de Tarragona.
En sortir de Reus, pel portal de la Font, coincidia amb el camí de Constantí. El de Tarragona seguia per la Riera del Molinet avall, i hi continuava després de la reunió de la Riera de la Beurada amb la del Molinet. Prosseguia més o menys pel llit de la riera fins a la Creu de Ferro, on entrava a la partida de Quart i es dividia en dos: el de la branca esquerra anava al mas de la Boella, i el de la dreta, en direcció est-sud-est, és, encara avui, el camí de la Creu, que baixa a La Canonja. D'allí en endavant seguia en la mateixa direcció est-sud-est pel camí conegut a la Canonja com de la Creu dels Morts, fins a trobar el camí dels Vinyets, ja al terme de Tarragona. A la Canonja, on hi entra pel "carrer de Reus", es trobava també amb la carretera vella de Madrid, en realitat el camí ral de Barcelona a València, l'antiga Via Augusta, que conduïa fins a Tarragona.
Actualment a la ciutat de Reus, el Camí de Tarragona és una via urbana que arrenca de la Riera de Miró, sota la Raseta de Sales, discorre per un tram curt que coincideix amb l'antic camí, i es continua per la carretera de Tarragona fins a la zona dels Ploms. Després la carretera de Tarragona seguia fins a la capital de la província per la carretera Amàlia, nom que va rebre el 1827 quan es va obrir, en honor de Maria Josepa de Saxònia, esposa de Ferran VII. Fins cap al 1950 no s'hi va començar a edificar de forma intensa. Actualment, la carretera de Tarragona, molt modificada, és la N-420a que enllaça amb la C-14.